# Dogneville
Dogneville  est une commune française située dans le département des Vosges en région Grand Est.
Ses habitants sont appelés les Bianlouts.

## Géographie

### Localisation

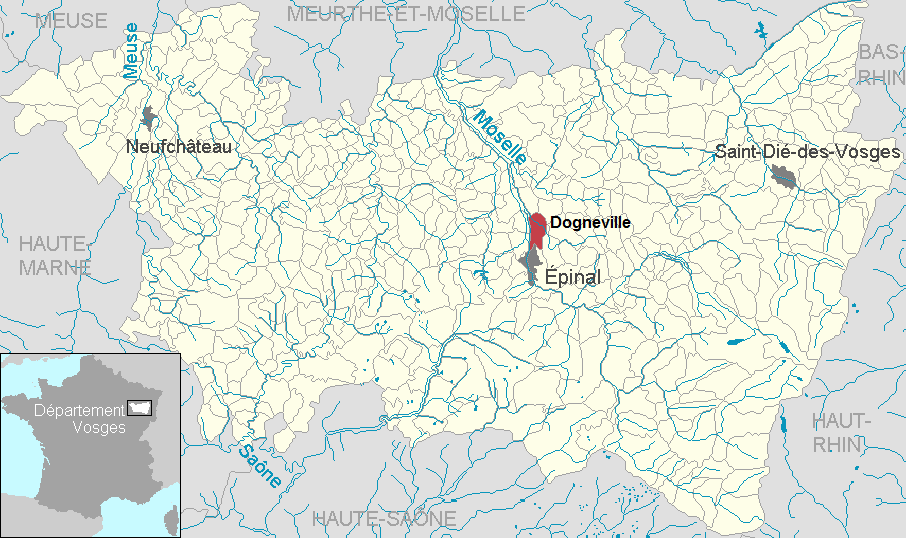
Localisation dans le département.

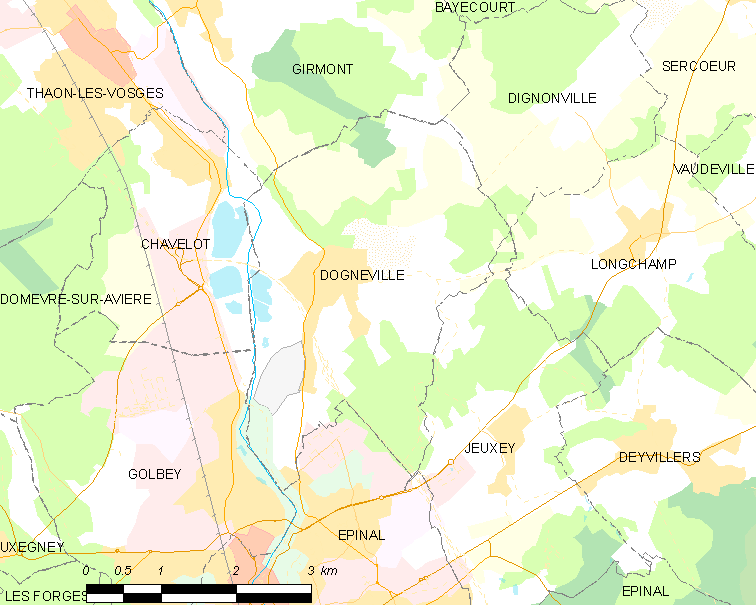
Situation géographique de Dinozé.

Dogneville est située à une dizaine de kilomètres d'Épinal.

### Communes limitrophes
|          | Capavenir Vosges | Dignonville |
| Chavelot | Dogneville       | Longchamp   |
| Golbey   | Épinal           | Jeuxey      |

### Géologie et relief
La commune de Dogneville se situe à 318 m d'altitude. Les forêts occupent près du quart du territoire de la commune.

### Sismicité
Commune située dans une zone 3 de sismicité modérée.

### Hydrographie et les eaux souterraines
Hydrogéologie et climatologie : Système d’information pour la gestion des eaux souterraines du bassin Rhin-Meuse :
Territoire communal : Occupation du sol (Corinne Land Cover); Cours d'eau (BD Carthage),
Géologie : Carte géologique; Coupes géologiques et techniques,
 Hydrogéologie : Masses d'eau souterraine; BD Lisa; Cartes piézométriques.
La commune est située dans le bassin versant du Rhin au sein du bassin Rhin-Meuse. Elle est drainée par la Moselle, le ruisseau le Saint-Oger, le ruisseau de St-Adrien, le canal de l'Est (Branche d'Epinal) et le ruisseau de Neulson,.
La Moselle, d’une longueur totale de 560 kilomètres, dont 315 kilomètres en France, prend sa source dans le massif des Vosges au col de Bussang et se jette dans le Rhin à Coblence en Allemagne.
Le ruisseau le Saint-Oger, d'une longueur totale de 17,4 km, prend sa source dans la commune de La Baffe et se jette dans la Moselle à Thaon-les-Vosges, après avoir traversé sept communes.

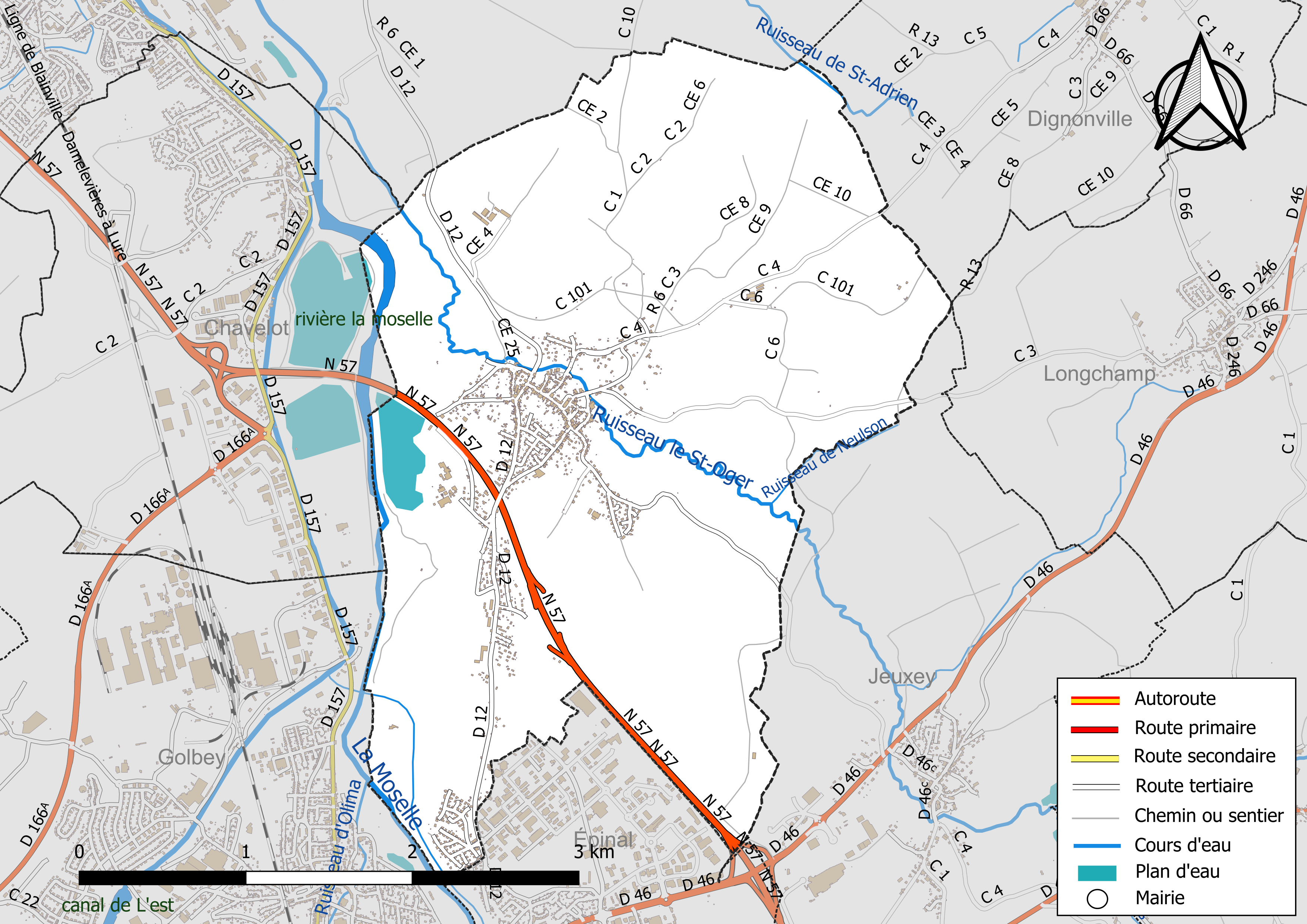
Réseaux hydrographique et routier de Dogneville.

La qualité des eaux de baignade et des cours d’eau peut être consultée sur un site dédié géré par les agences de l’eau et l’Agence française pour la biodiversité.

### Climat
Pour des articles plus généraux, voir Climat du Grand Est et Climat des Vosges.
En 2010, le climat de la commune est de type climat de montagne, selon une étude du Centre national de la recherche scientifique s'appuyant sur une série de données couvrant la période 1971-2000. En 2020, Météo-France publie une typologie des climats de la France métropolitaine dans laquelle la commune est exposée à un climat semi-continental et est dans la région climatique Lorraine, plateau de Langres, Morvan, caractérisée par un hiver rude (1,5 °C), des vents modérés et des brouillards fréquents en automne et hiver.
Pour la période 1971-2000, la température annuelle moyenne est de 9,6 °C, avec une amplitude thermique annuelle de 16,8 °C. Le cumul annuel moyen de précipitations est de 1 112 mm, avec 13,2 jours de précipitations en janvier et 10,3 jours en juillet. Pour la période 1991-2020, la température moyenne annuelle observée sur la station météorologique installée sur la commune est de 10,3 °C et le cumul annuel moyen de précipitations est de 907,0 mm. 
La température maximale relevée sur cette station est de 39,3 °C, atteinte le 25 juillet 2019 ; la température minimale est de −18,9 °C, atteinte le 12 janvier 1987,,.
| Mois                                  | jan.             | fév.             | mars           | avril           | mai             | juin          | jui.          | août           | sep.            | oct.            | nov.             | déc.            | année      |
| ------------------------------------- | ---------------- | ---------------- | -------------- | --------------- | --------------- | ------------- | ------------- | -------------- | --------------- | --------------- | ---------------- | --------------- | ---------- |
| Température minimale moyenne (°C)     | −0,9             | −0,8             | 1,2            | 3,7             | 7,8             | 11,3          | 13,2          | 12,9           | 9,3             | 6,5             | 2,7              | 0,2             | 5,6        |
| Température moyenne (°C)              | 2                | 2,9              | 6,2            | 9,5             | 13,5            | 17,1          | 19,1          | 18,9           | 14,8            | 10,8            | 5,9              | 3               | 10,3       |
| Température maximale moyenne (°C)     | 4,9              | 6,6              | 11,1           | 15,3            | 19,2            | 22,9          | 25,1          | 24,9           | 20,3            | 15,2            | 9,2              | 5,7             | 15         |
| Record de froid (°C) date du record   | −18,9 12.01.1987 | −17,1 07.02.1991 | −17,8 01.03.05 | −7,5 08.04.03   | −1,6 01.05.1989 | 0,9 03.06.06  | 4,4 31.07.15  | 2,6 30.08.1998 | −0,6 29.09.1987 | −6,7 30.10.1997 | −13,6 23.11.1998 | −18,8 24.12.01  | −18,9 1987 |
| Record de chaleur (°C) date du record | 17,4 05.01.1999  | 20,6 27.02.19    | 24,5 31.03.21  | 27,6 27.04.1993 | 31 25.05.09     | 36,8 18.06.22 | 39,3 25.07.19 | 38 09.08.03    | 32,8 15.09.20   | 27,9 08.10.23   | 23,1 08.11.15    | 17,8 16.12.1989 | 39,3 2019  |
| Ensoleillement (h)                    | 626              | 865              | 1 425          | 1 775           | 2 065           | 2 251         | 2 377         | 2 205          | 1 705           | 1 128           | 639              | 538             | 17 598     |
| Précipitations (mm)                   | 76,7             | 65               | 67,1           | 61,8            | 82,1            | 73,1          | 71,5          | 72,6           | 77,1            | 88,8            | 83,1             | 88,1            | 907        |

| Diagramme climatique                                  |           |             |             |             |              |              |              |             |             |            |            |
| J                                                     | F         | M           | A           | M           | J            | J            | A            | S           | O           | N          | D          |
| 4,9−0,976,7                                           | 6,6−0,865 | 11,11,267,1 | 15,33,761,8 | 19,27,882,1 | 22,911,373,1 | 25,113,271,5 | 24,912,972,6 | 20,39,377,1 | 15,26,588,8 | 9,22,783,1 | 5,70,288,1 |
| Moyennes : • Temp. maxi et mini °C • Précipitation mm |           |             |             |             |              |              |              |             |             |            |            |

Les paramètres climatiques de la commune ont été estimés pour le milieu du siècle (2041-2070) selon différents scénarios d'émission de gaz à effet de serre à partir des nouvelles projections climatiques de référence DRIAS-2020. Ils sont consultables sur un site dédié publié par Météo-France en novembre 2022.

## Urbanisme

### Typologie
Au 1er janvier 2024, Dogneville est catégorisée ceinture urbaine, selon la nouvelle grille communale de densité à sept niveaux définie par l'Insee en 2022.
Elle appartient à l'unité urbaine d'Épinal, une agglomération intra-départementale regroupant douze  communes, dont elle est une commune de la banlieue,,. Par ailleurs la commune fait partie de l'aire d'attraction d'Épinal, dont elle est une commune de la couronne,. Cette aire, qui regroupe 118 communes, est catégorisée dans les aires de 50 000 à moins de 200 000 habitants,.

### Occupation des sols
L'occupation des sols de la commune, telle qu'elle ressort de la base de données européenne d’occupation biophysique des sols Corine Land Cover (CLC), est marquée par l'importance des territoires agricoles (51,6 % en 2018), une proportion sensiblement équivalente à celle de 1990 (52,4 %). La répartition détaillée en 2018 est la suivante : 
forêts (26,2 %), prairies (24,2 %), terres arables (18,2 %), zones urbanisées (10,1 %), zones agricoles hétérogènes (5,4 %), espaces verts artificialisés, non agricoles (5,3 %), cultures permanentes (3,8 %), mines, décharges et chantiers (3,7 %), eaux continentales (2,6 %), zones industrielles ou commerciales et réseaux de communication (0,4 %). L'évolution de l’occupation des sols de la commune et de ses infrastructures peut être observée sur les différentes représentations cartographiques du territoire : la carte de Cassini (XVIIIe siècle), la carte d'état-major (1820-1866) et les cartes ou photos aériennes de l'IGN pour la période actuelle (1950 à aujourd'hui).

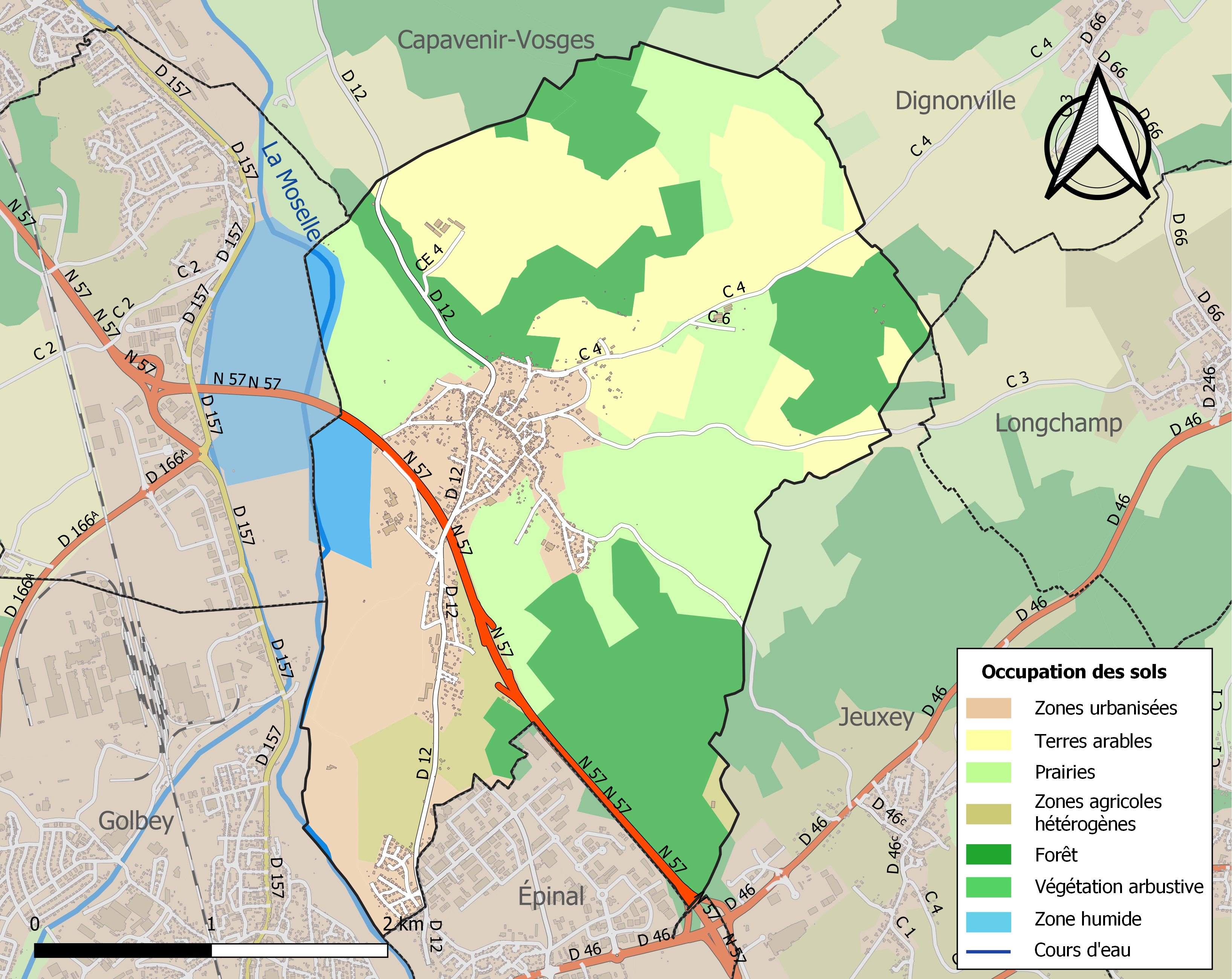
Carte des infrastructures et de l'occupation des sols de la commune en 2018 (CLC).

### Voies de communication et transports

#### Voies routières
Dogneville est traversée par deux routes importantes : la D12 du sud au nord, et la N57 du sud-est au nord-ouest.

#### Transports en commun
- Fluo Grand Est.

##### Lignes SNCF
La gare la plus proche se situe à Épinal.

##### Transports aériens
Il existe également l'Aérodrome d'Épinal - Dogneville au sud de la commune.

## Toponymie
Le nom de la localité est attesté sous les formes Villa Dodiniamaca, quæ contigua Vosago est (VIIe siècle) ; Ad Dodiniacam villam (1003) ; Dognevilla (1128) ; Dongneville (1312) ; Doingneville (1358) ; Dongneville la Grande (1396) ; Doingneville (1396) ; Dongneville la Grante (1397) ; Dongneyville (1404) ; Doigneyville (1413) ; Dongnieville (1419) ; Domneville (1423) ; Dognieville (1444) ; Dompnieville (1474) ; Mairie de Dangneville (1494) ; Dognieville (XVIIe siècle) ; Dognevilla (1768).

Toponymie générale de la France : Dogneville

## Histoire
Arnould, parent de Clotaire II, et sa femme Dode, fille du comte de Boulogne, avaient autorité sur une partie de l'Austrasie. Arnould devint évêque de Metz ; ne pouvant le suivre, Dode administra seule la région et donna son nom à la commune. Le nom de Dogneville vient de la villa "Dodiniacavilla" d'Arnould. Cette histoire tient cependant beaucoup de la légende, car c'est Pépin de Landen qui a été maire du palais et donc chargé de l'administration de l'Austrasie. Dode n'est pas la fille d'un comte de Boulogne et, quand son mari est devenu évêque, s'est retirée dans un monastère de Trèves. Peut-être que Doda possédait simplement une villa en ce lieu.
À ce sujet, voir Légende de Saint-Arnould.
Siège d’une ancienne mairie de la principauté épiscopale de Metz, Dogneville appartenait au bailliage d’Épinal. Son église faisait partie du diocèse de Saint-Dié, doyenné d’Épinal. La cure était à la
collation du chapitre d’Épinal et au concours.
De 1790 à l’an IX, Dogneville était située dans le canton de Longchamp.

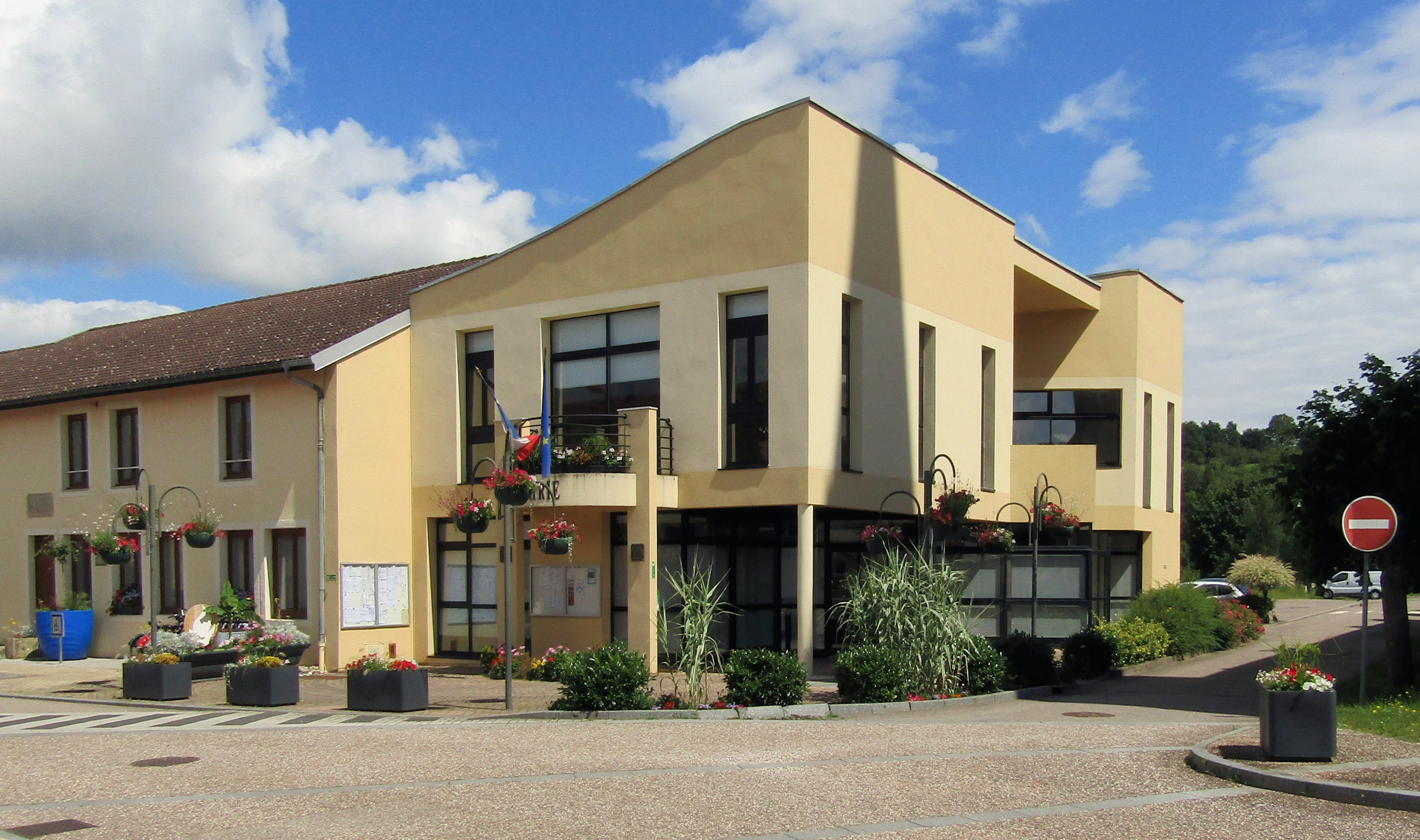
La mairie.

## Politique et administration

### Intercommunalité
Dogneville fait partie de la communauté d'agglomération d'Épinal.

### Liste des maires
| Période                                  | Période                  | Identité                  | Étiquette | Qualité                                                      |
| ---------------------------------------- | ------------------------ | ------------------------- | --------- | ------------------------------------------------------------ |
| Les données manquantes sont à compléter. |                          |                           |           |                                                              |
| mars 1989                                | mars 2001                | Jean-Luc Cuny (1948-2025) |           | Cadre de direction, suppléant de Philippe Séguin (1993-2002) |
| mars 2001                                | mai 2020                 | Régis Voiry               |           |                                                              |
| mai 2020                                 | En cours (au 28/05/2022) | Mireille Claude-Pitet     |           |                                                              |

## Jumelage
La commune de Dogneville n'est jumelée avec aucune autre commune.

## Population et société

### Démographie

#### Évolution démographique
L'évolution du nombre d'habitants est connue à travers les recensements de la population effectués dans la commune depuis 1793. Pour les communes de moins de 10 000 habitants, une enquête de recensement portant sur toute la population est réalisée tous les cinq ans, les populations de référence des années intermédiaires étant quant à elles estimées par interpolation ou extrapolation. Pour la commune, le premier recensement exhaustif entrant dans le cadre du nouveau dispositif a été réalisé en 2004.

En 2022, la commune comptait 1 511 habitants, en évolution de +1,68 % par rapport à 2016 (Vosges : −2,96 %, France hors Mayotte : +2,11 %).
| 1793 | 1800 | 1806 | 1821 | 1831 | 1836 | 1841 | 1846 | 1856 |
| ---- | ---- | ---- | ---- | ---- | ---- | ---- | ---- | ---- |
| 505  | 537  | 533  | 544  | 638  | 671  | 690  | 746  | 779  |

| 1861 | 1866 | 1876  | 1881 | 1886 | 1891 | 1896 | 1901 | 1906 |
| ---- | ---- | ----- | ---- | ---- | ---- | ---- | ---- | ---- |
| 781  | 810  | 1 048 | 844  | 909  | 923  | 908  | 835  | 845  |

| 1911 | 1921 | 1926 | 1931 | 1936 | 1946 | 1954 | 1962 | 1968 |
| ---- | ---- | ---- | ---- | ---- | ---- | ---- | ---- | ---- |
| 986  | 782  | 785  | 826  | 846  | 758  | 813  | 818  | 889  |

| 1975  | 1982  | 1990  | 1999  | 2004  | 2006  | 2009  | 2014  | 2019  |
| ----- | ----- | ----- | ----- | ----- | ----- | ----- | ----- | ----- |
| 1 009 | 1 101 | 1 313 | 1 464 | 1 536 | 1 530 | 1 450 | 1 453 | 1 484 |

| 2022  | - | - | - | - | - | - | - | - |
| ----- | - | - | - | - | - | - | - | - |
| 1 511 | - | - | - | - | - | - | - | - |

### Gentilé
Les habitants de Dogneville se nomment les Bianlouts ou Bianloups. Si cette appellation peut surprendre, l'origine de nom reste plutôt incertaine : il existe deux histoires différentes. La première est donnée par la Revue Populaire de Lorraine en avril 1978 :
« À une époque déjà ancienne, les garçons des villages voisins venaient fréquemment voir les filles de Dogneville. Naturellement cela ne plaisait pas trop aux jeunes de cette dernière commune. Aussi décidèrent-ils d’agir pour y mettre un holà. Avertis de l’arrivée imminente d’une bande de garçons d’un autre village, ils allèrent à leur rencontre et se cachèrent dans la forêt à proximité du chemin que leurs concurrents devaient emprunter. Les chemises blanches promptement enlevées et mises sur leurs têtes devaient suffire à les effrayer. C’est ce qui se produisit effectivement. En apercevant “les monstres” les autres se mirent à crier en chœur : “Sauvons-nous, sauvons-nous ! Voici des bians loups”. Et le surnom serait resté. »
La seconde tradition est donnée dans le bulletin municipale de la commune en 1980 ; on y apprend qu'une jeune enfant aurait aperçu un "bian loup" dans une nuit d'hiver de 1860 et se serait pressée pour le raconter à tout le village.

### Enseignement
Établissements d'enseignements :
- Il existe une école maternelle et une école élémentaire à Dogneville[26].

### Santé
Professionnels et établissements de santé :
- Médecins à Dogneville, Chavelot, Golbey, Épinal.
- Pharmacies à Dogneville, Golbey, Épinal.
- Hôpitaux :

L'hôpital le plus proche est le centre hospitalier Émile-Durkheim situé dans la ville voisine d'Épinal.
Autres établissements hospitaliers : Golbey, Épinal, Thaon-les-Vosges, Châtel-sur-Moselle.

### Cultes
- Culte catholique, Paroisse Saint-Auger[28], Diocèse de Saint-Dié.

## Économie

### Entreprises et commerces

#### Agriculture
- Culture et élevage associés.
- Élevage d'ovins et de caprins.
- Élevage de vaches laitières.

#### Tourisme
- Hébergements et restauration à Épinal, Chavelot, Jeuxey.

#### Commerces
- Commerces et services de proximité.

## Culture locale et patrimoine

### Lieux et monuments

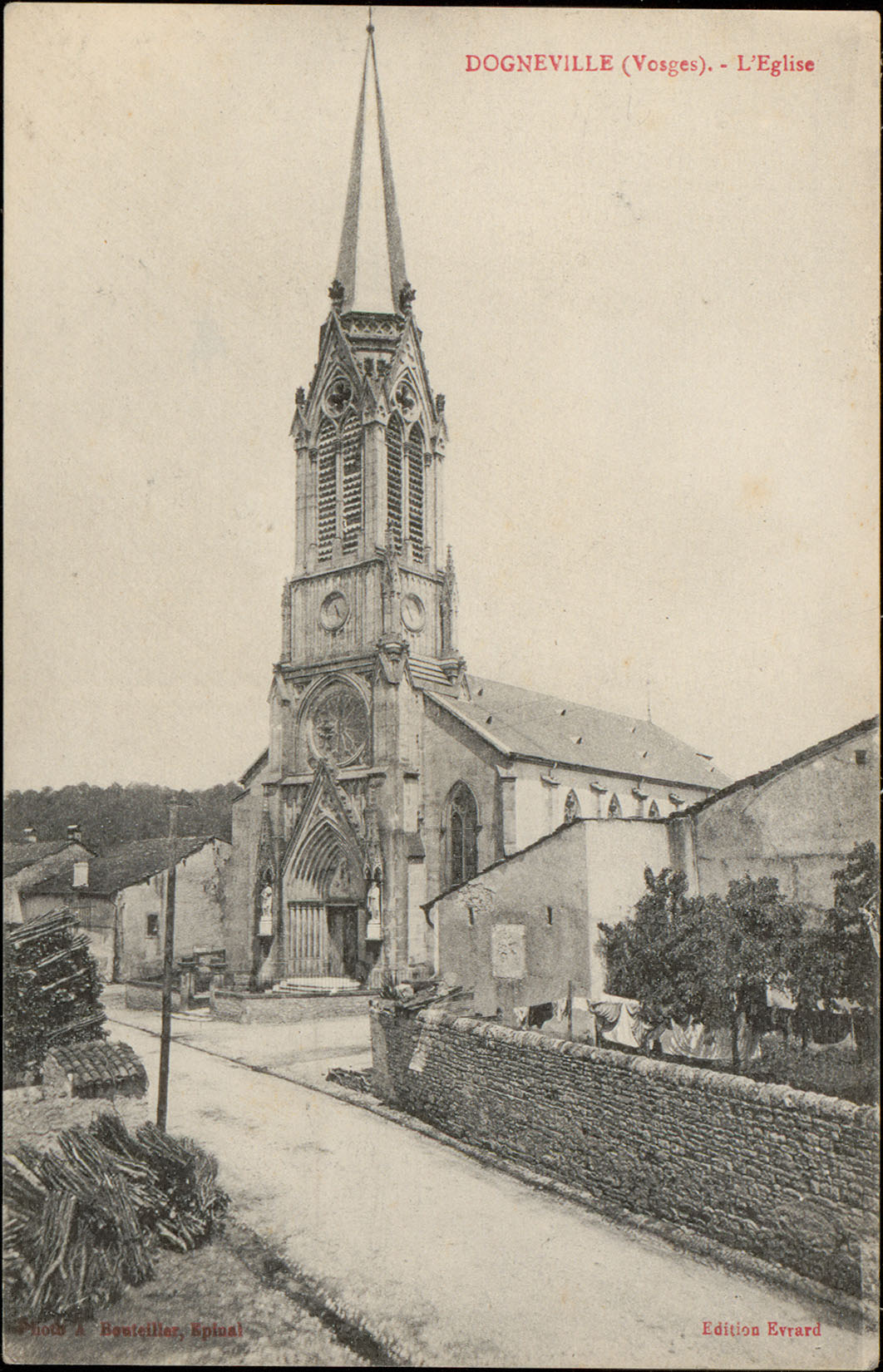
Carte postale ancienne de Dogneville.
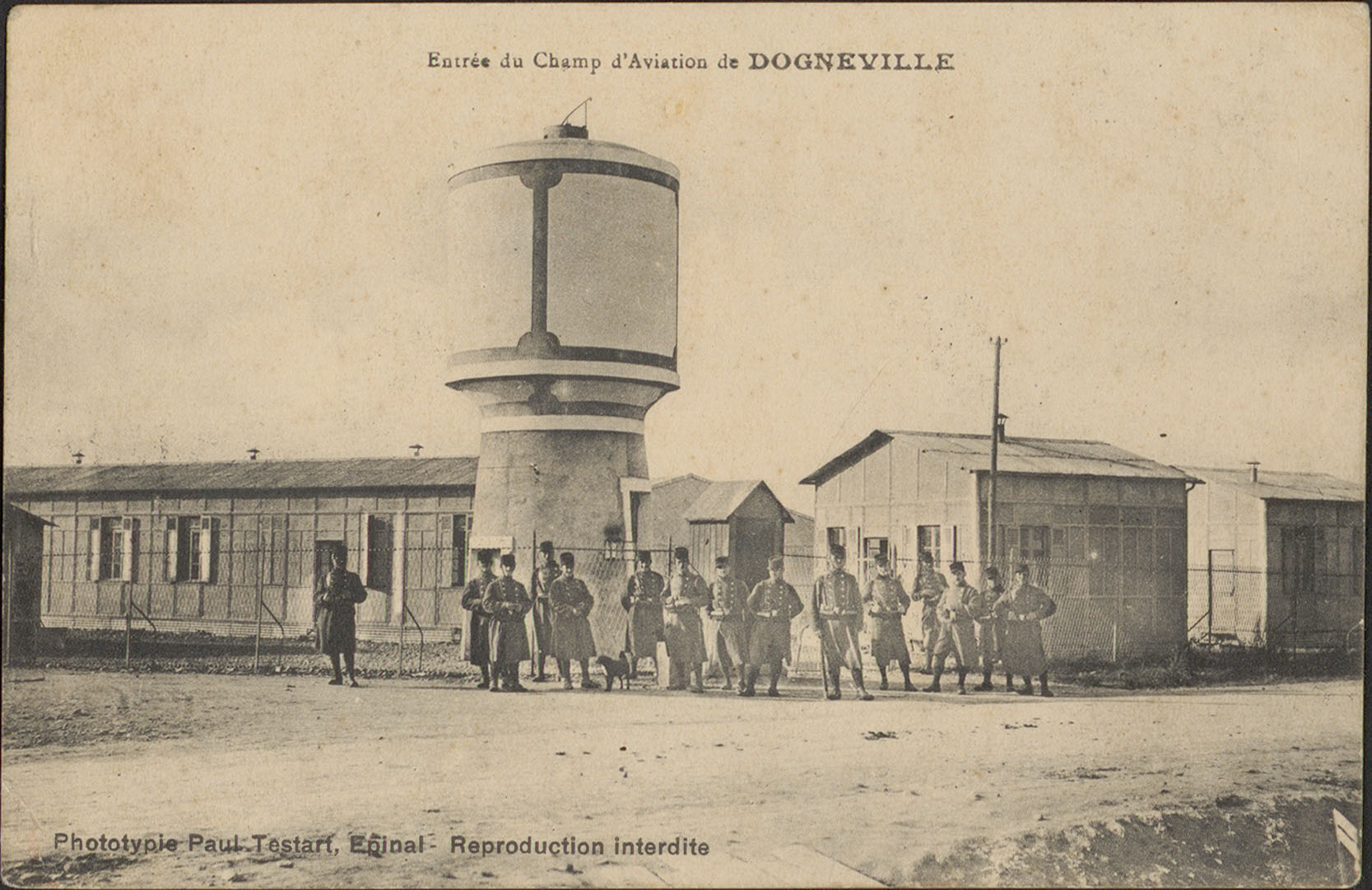
Vue historique de l'entrée du champ d'aviation.
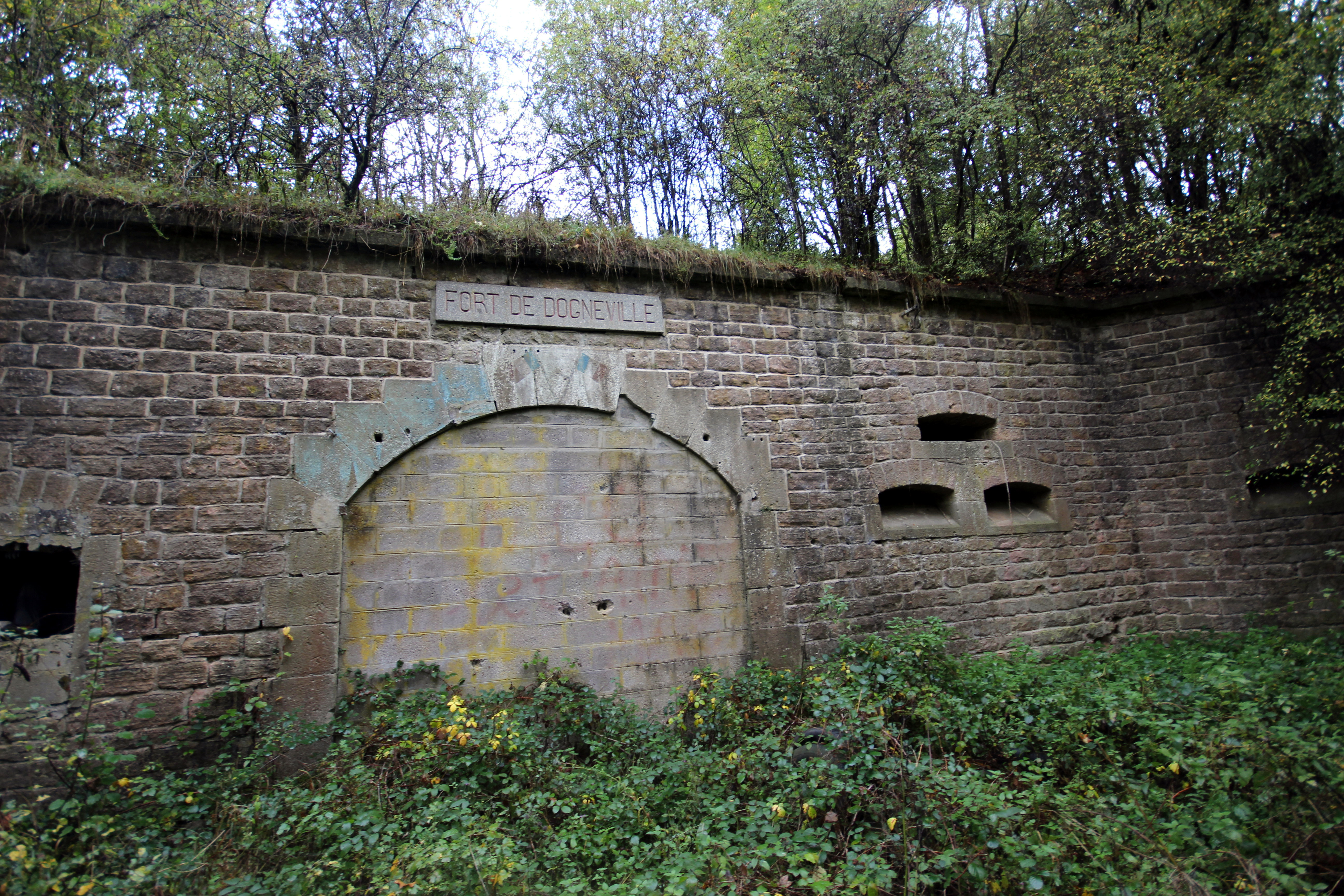
L'entrée du fort de Dogneville.

- Église Saint-Étienne datant du XIXe siècle réhabilitée au XXe siècle et inscrite en totalité sur l'inventaire supplémentaire des monuments historiques par arrêté du 28 février 2013[29].

Cette église, de style néo-gothique avait subit des dommages sérieux durant la seconde guerre mondiale. Un programme de réhabilitation a été entrepris dès 1948 et la nouvelle église inaugurée en 1954. Les vitraux sont remplacés par des vitraux en dalle de verre, œuvre du maître-verrier Gabriel Loire.
- Monument aux morts[30] : Conflits commémorés Guerre 1914-1918.
- Petit terrain d'aviation doté d'une piste de 700 mètres en herbe (voir Aéro-club Vosgien).

### Personnalités liées à la commune
- M. Gouvenot, curé de Dogneville, échevin, suppléant de l'évêque comte de Toul, M. Champorçain, au collège royal d'Épinal[31].
- Antonio Garcia, l’ermite de Dogneville, aura vécu pendant 9 ans dans une maison du Fort de Dogneville avant de s’éteindre sans avoir livré son mystère…[32]
- Marcel Metz, militant syndicaliste, chevalier de l'Ordre national du Mérite[33].

### Héraldique, logotype et devise
| Blason de Dogneville | Blason  | Parti: au 1er coupé au I d'azur à la mitre avec ses fanons déployés d'or chargée d'une croix d'argent ornée de sept pierres de gueules accompagnée des inscriptions « ARNOU » en chef et « DODA » en pointe en lettres capitales d'or, au II de sinople à l'avion montant d'argent; au 2e mi-parti de gueules à la tour d'argent ajourée et maçonnée de sable, accostée de deux fleurs de lis d'or. |
| Blason de Dogneville | Détails | Arnould, qui devint évêque, et Dode sont les administrateurs du lieu à la fondation de la ville. L’avion rappelle l'aérodrome. La tour et la fleur de lys proviennent des armoiries d'Épinal. Le statut officiel du blason reste à déterminer. |

## Pour approfondir